# گیخ
گیخ، روستایی از توابع بخش جره و بالاده شهرستان کازرون در استان فارس ایران است.

## جمعیت
این روستا در دهستان جره قرار دارد و براساس سرشماری مرکز آمار ایران در سال ۱۳۸۵، جمعیت آن ۵۳۴ نفر (۱۰۸خانوار) بوده‌است.
و همچنین دارای جاذبه های طبیعی و مصنوعی و تاریخی می‌باشد ومعمولا مکانی برا تفریح در منطقه جره به شمار می‌رود.